# Gmina Norddjurs
Gmina Norddjurs (duń. Norddjurs Kommune) – gmina w Danii w regionie Jutlandia Środkowa.
Gmina powstała w 2007 roku na mocy reformy administracyjnej z połączenia gmin Grenaa, Nørre Djurs, Rougsø i części gminy Sønderhald.
Siedzibą gminy jest miasto Grenaa.